# Шифон
Шифо́н (від фр. chiffon — «тканина», у сучасній мові має значення «ганчірка», «шматина») — легке напівпрозоре полотно, виткане з крепових ниток.

## Історія
Перші шифони були зроблені з шовку. У 1938 році було розроблено нейлонову версію шифону, а в 1958 році — поліестеру. Поліестеровий шифон став дуже популярним через свою пружність і низьку ціну.

## Використання
Шифон найчастіше використовується у вечірньому вбранні, поверх суконь, для надання елегантного і плавного вигляду. Також тканина популярна в блузах, шарфах і білизні. Як і інші креп-тканини, шифон важко обробляти. Через делікатність тканини її слід обережно прати руками.
Шифон є гладшою і блискучішою тканиною, ніж схожий текстиль — жоржет.